# Klaling
Klaling is een bestuurslaag in het regentschap Kudus van de provincie Midden-Java, Indonesië. Klaling telt 8159 inwoners (volkstelling 2010).